# Harvest Moon (série de jeux vidéo)
Pour les articles homonymes, voir Harvest Moon.
Harvest Moon, devenu Story of Seasons en 2014 et nommé Bokujō monogatari (牧場物語), est une série de jeux vidéo simulation de vie dans une ferme et comportant des éléments de gestion et de jeu de rôle. La série a été créée par Yasuhiro Wada et les jeux développés par Victor Interactive Software jusqu'à son rachat en 2002 par Marvelous Entertainment. Le principal objectif y est de transformer une vieille ferme délabrée en une exploitation prospère. Le joueur doit gérer les récoltes et le bétail, mais peut également se lier d'amitié avec ses voisins ou trouver une compagne. 
La série a débuté sur Super Nintendo en 1996 (au Japon). Certains de ses opus n'ont jamais été publiés en Europe, notamment Harvest Moon 64. Dans cette série, un objectif à long terme est donné au joueur. Cela n'empêche pas celui-ci d'être très libre dans ses actions dans le jeu. Ces actions influenceront d'une manière ou d'une autre les revenus du héros, les relations avec ses proches et de ses connaissances et sans oublier, l'objectif primaire qui est demandé d'accomplir.
De 1996 à 2013, la localisation du jeu en Amérique du Nord était assurée par Natsume. En 2014, l'éditeur Marvelous Interactive décide de créer sa propre division américaine, XSEED Games, pour assurer la localisation des futurs jeux. Cependant, Natsume a conservé les droits pour le titre Harvest Moon, forçant XSEED Games à changer le titre pour Story of Seasons. En parallèle, Natsume a développé ses propres jeux Harvest Moon.